# 拉维尼
拉维尼（法語：Lavigny）是瑞士联邦西部法语区的沃州下设的一个镇。在行政上属于莫尔日区管辖。拉维尼的总面积为4.00平方公里。截至2010年底，总人口为817。